# Dinsheim-sur-Bruche
Dinsheim-sur-Bruche (en alsacià Dínse) és un municipi francès, situat a la regió del Gran Est, al departament del Baix Rin. L'any 1999 tenia 1.340 habitants.
Forma part del cantó de Mutzig, del districte de Molsheim i de la Comunitat de comunes de la Regió de Molsheim-Mutzig.

## Demografia
| 1962  | 1968  | 1975  | 1982  | 1990  | 1999  |
| ----- | ----- | ----- | ----- | ----- | ----- |
| 1.281 | 1.330 | 1.347 | 1.282 | 1.275 | 1.340 |

## Administració
| Període | Identitat           | Partit |  |
| ------- | ------------------- | ------ |  |
| 2001-   | Marie-Reine Fischer |        |  |